# Валя-Дическу
Валя-Дическу (рум. Valea Dicescu) — небольшой микрорайон в юго-западной части столицы Молдавии — Кишинёва. Микрорайон входит в сектор Центр. Большую часть района занимает крупный городской Парк «Валя-Морилор» с озером Валя-Морилор.
При близости к центру Кишинёва, микрорайон выделяется узкими улочками и частной застройкой, особенно в местности, прилегающей к парку «Валя Морилор».
Одной из достопримечательностей микрорайона Валя-Дическу является известная в Кишинёве больница «ЛечСанУпр».

## Географическое положение
Микрорайон Валя-Дическу граничит на северо-востоке с улицей Алексея Матеевича, на юге с микрорайоном Телецентр, на востоке и юге-востоке — с Хынчештским шоссе, на западе —с «лесопарком улицы Трифана Балтэ» и с парком «Валя-Морилор» («Долина Мельниц»).
Название микрорайона происходит от находившегося в этой местности в XIX веке имения бояр Дическу.
Название Валя-Дическу носит также балка, которая идёт от юго-западной окраины Кишинева до ручья Дурлешты недалеко от озера Валя Морилор. Большая часть балки входит в территорию парка «Валя Морилор».
Основные улицы: Друмул Виилор (ранее улица Новосибирская), Валя Дическу (ранее Красноярская), митрополита Гурие Гроссу (ранее ул. Сеченова), Валериу Купча (ранее Иркутская), Чирешилор (ранее Томская), Тимиш (ранее Тимирязева), Фрумоасэ и другие.

## История
Местность Валя-Дическу известна со 2-й половины XIX века. Изначально здесь были виноградники и сады.
Заселение Валя-Дическу началось в конце XIX века. В городскую черту местность была включена в начале XX века.
Первой по краю балки Валя-Дическу проложили улицу Алексея Матеевича (1834 — улица Галбинская сторона, 1924—1931 — улица Друмул Вилор, 1931—1939 — улица Иона Инкулец, 1939—1944 — улица Сфатул Цэрий, 1944—1991 год - улица Садовая). На месте нынешнего входа на Гранитную лестницу, ведущую к Комсомольскому озеру, был построен красивый дворец для Королевы Сербской Натальи (Наталья Обренович, урождённая Кешко, бессарабская дворянка, вышедшая замуж за сербского князя Милана), достроенный купцом Прониным (Дом Пронина). В начале 30-х годов XX века Кишиневская мэрия, выкупив здание, подарила его итальянскому маршалу Бадальо. Но он от подарка отказался. Через пять лет дворец был подарен румынскому королю Каролю Второму. Отсюда и третье название — Королевский дворец. Дворец разрушился во время землетрясения 1940 года. А окончательно руины исчезли в 1952 году после сильного ливня. На улице Алексея Матеевича расположены памятники архитектуры:
Городская вилла Д. Феодосиу и другие.
В 1941 году микрорайон Валя Дическу относился к Ленинскому району Кишинева (сейчас сектор Центр).
В 1951 году был заложен парк вокруг искусственно вырытого Комсомольского озера (ныне Валя Морилор) по плану восстановления города и по инициативе Л. И. Брежнева. Парк был назван Центральным Парком Культуры и Отдыха им. Ленинского Комсомола, так как работы по рытью искусственного водоема были объявлены городской молодёжной стройкой. Также Дурлештский Ручей был спрятан в трубы в пятидесятые годы, позже открыли Выставку достижений народного хозяйства (ВДНХ).
В последние годы район Валя-Дическу является одним из излюбленных мест для строительства богатых особняков в городской черте Кишинёва, особенно на территории, которая прилегает к парку «Валя Морилор».